# Св. св. Петър и Павел (Юрумлери)
Вижте пояснителната страница за други значения на Свети апостоли Петър и Павел.
„Св. св. Петър и Павел“ (на македонска литературна норма: „Св. св. Петар и Павле“) е православна църква в скопското село Юрумлери, Северна Македония. Църквата е под управлението на Скопската епархия на Македонската православна църква – Охридска архиепсикопия.
Църквата е построена в 60-те или 70-те години на XX век на мястото на съборена стара паянтова църква. Храмът е изписан, с икони и добре уреден двор с трапезария. В „Св. св. Петър и Павел“ се намира част от резбования иконостас, изработен от Нестор Алексиев за скопската църква „Св. св. Константин и Елена“.